# Hotchkiss M1922
A Hotchkiss M1922 foi uma metralhadora leve fabricada pela Hotchkiss.
Ela nunca foi adotada em grande número pelo Exército Francês; no entanto, foi exportada para muitos países europeus e latino-americanos sob os nomes Hotchkiss M1926 ou Hotchkiss M1934.

## Descrição
O Fusil-Mitrailleur (FM) Modelo 1922 é uma arma clássica com coronha fixa, punho de pistola e guarda-mão de madeira. Ela tem um bipé dobrável não telescópico. Tanto a alavanca de manejo quanto a janela de ejeção estão localizadas no lado direito. O calibre da FM variava com o operador, sendo calibrada em uma ampla gama de calibres e alimentada por um carregador de 20 cartuchos por cima da arma (modelo espanhol) ou uma fita em tira de 15/24/30 cartuchos. Seu alcance máximo é de 2.000 metros e tinha um mecanismo regulador que permitia ao operador ajustar a cadência de tiro.

## Uso
A Hotchkiss M1922 foi usada com grande sucesso pelo Exército da Grécia durante a Guerra Greco-Italiana durante a luta contra o Exército Real Italiano. Também foi usada pelo Exército Nacional Revolucionário chinês durante a Segunda Guerra Sino-Japonesa para lutar contra o Exército Imperial Japonês e foi frequentemente usada na Guerra Civil Espanhola pelos nacionalistas e, em pequeno número, pelos Republicanos.
Foi também utilizada durante a Revolução Constitucionalista de 1932 e pelos pracinhas da FEB na Segunda Guerra Mundial, usando o cartucho 7×57mm Mauser.

## Versões
Existiram diversas versões com diferentes sistemas de alimentação, calibres e melhorias, entre as quais estavam a Hotchkiss M1924 e M1926, a última das quais gerou a metralhadora Hotchkiss modificada grega.

## Operadores
- Brasil - M1922 em 7×57mm Mauser[7]
- Tchecoslováquia - recebeu 1.000 M1924 (vz. 24) em 7,92×57mm Mauser[9]
- França - Mitrailleuse légère Hotchkiss type 1934, usada nas colônias francesas: Grande Líbano e Indochina Francesa[10]
- Grécia - Em 6,5×54mm Mannlicher–Schönauer e 7,92×57mm Mauser,[3] 6000 usadas
- República da China - ~3.500 em 7,92×57mm Mauser entre 1931-1939[11][3]
- Espanha - 3.000 Hotchkiss Modelo 1922 O.C. (Oviedo e A Coruña), em 7×57mm Mauser[12]
- República Espanhola - Do Exército Espanhol e Tchecoslováquia[1]
- Reino Unido - .303 British, apenas para avaliação[8]
- Turquia - 7,92×57mm Mauser[8]
- Viet Minh - usadas durante a Primeira Guerra da Indochina[13]

## Galeria

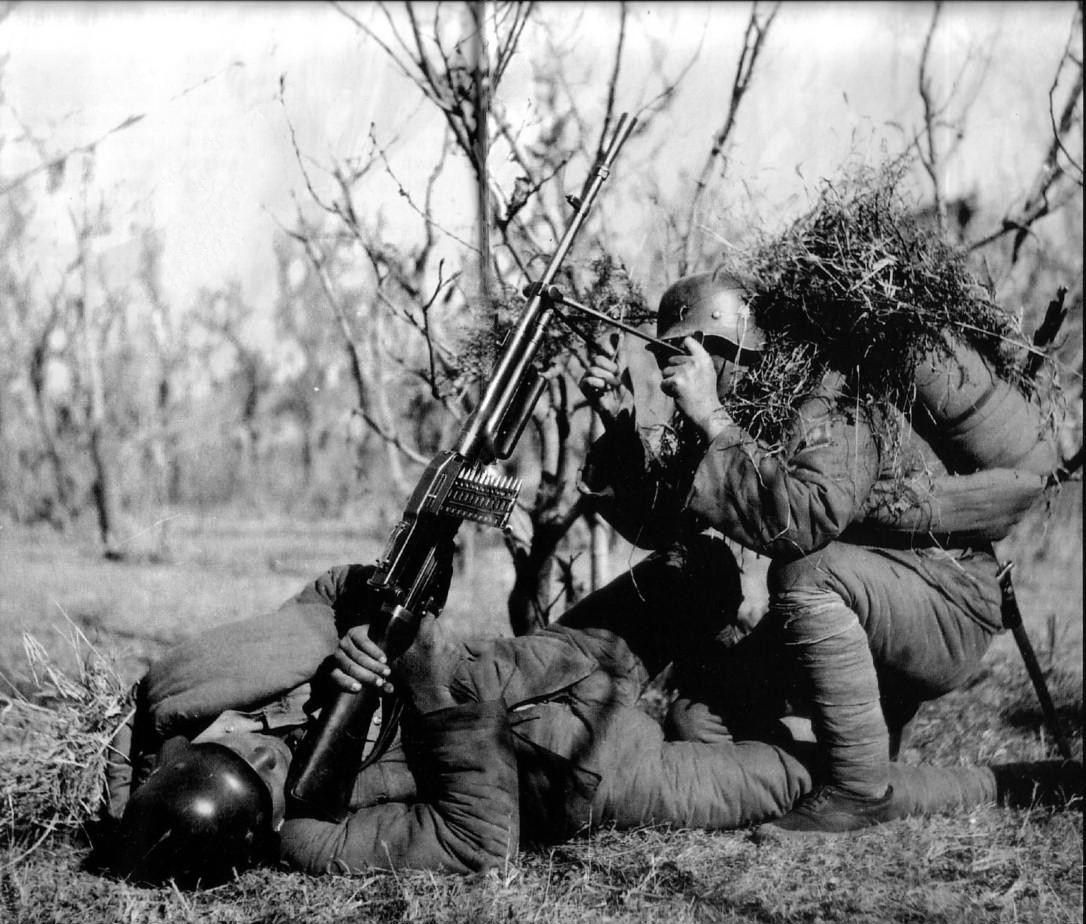
Dois soldados chineses usando uma metralhadora Hotchkiss M1922.
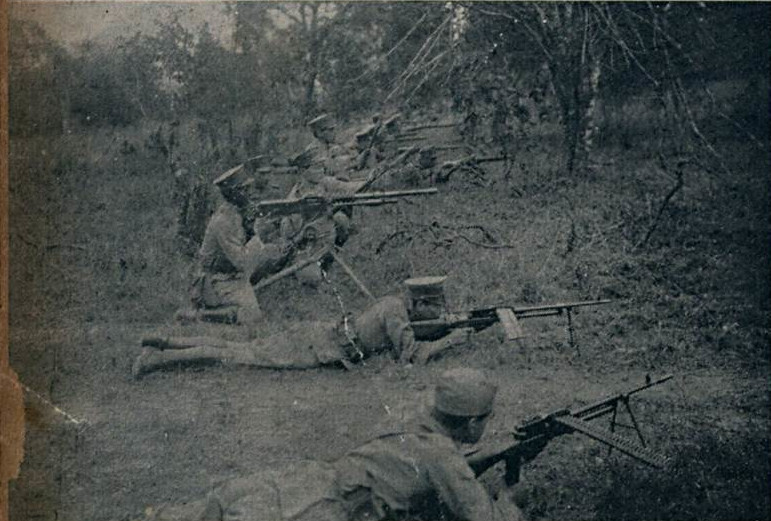
Duas metralhadoras Hotchkiss M1922 em uso com tropas legalistas na Revolta Paulista de 1924.
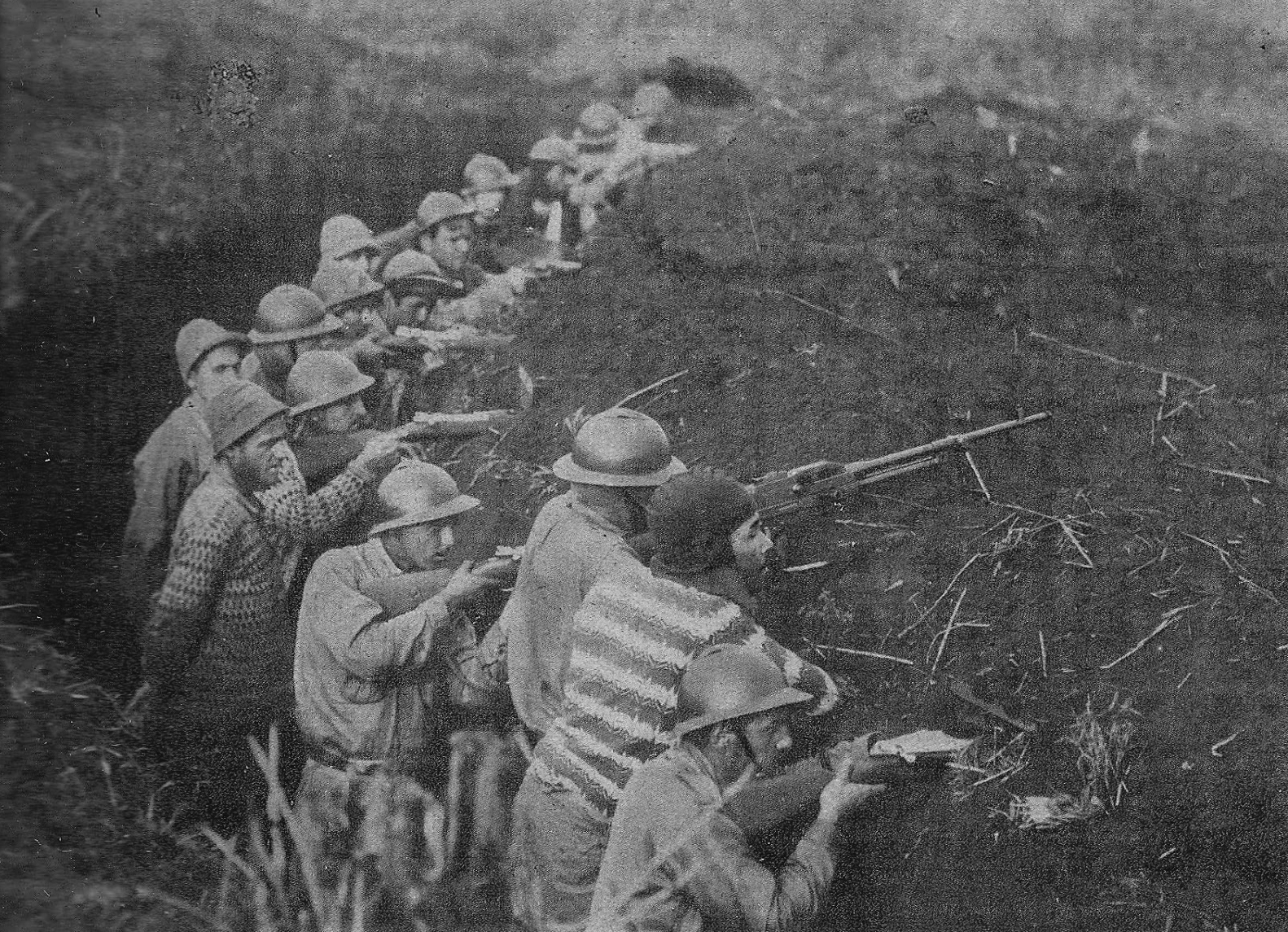
Combatentes paulistas portando uma Hotchkiss M1922 na Revolução Constitucionalista de 1932.